# Kanton Asnières-sur-Seine-Nord
Kanton Asnières-sur-Seine-Nord (fr. Canton d'Asnières-sur-Seine-Nord) je francouzský kanton v departementu Hauts-de-Seine v regionu Île-de-France. Tvoří ho pouze severní část města Asnières-sur-Seine.